# Coordination française pour le droit d'asile
La Coordination française pour le droit d'asile (ou CFDA) est un regroupement d'associations françaises dont l'objet est la défense du droit d'asile.

## Membres
- Action des chrétiens pour l'abolition de la torture (ACAT)
- Act-Up Paris
- Amnesty International France
- APSR (Association d'accueil aux médecins et personnels de santé réfugiés en France)
- Association pour la reconnaissance des droits des personnes homosexuelles et trans à l'immigration et au séjour (ARDHIS)
- Association des avocats ELENA FRANCE (Association d’avocats liés au Conseil européen pour les réfugiés et exilés)
- CAAR (Comité d'aide aux réfugiés)
- CAEIR (Comité d’aide exceptionnelle aux intellectuels réfugiés)
- Centre d'action sociale protestant (CASP)
- Cimade
- Comede (Comité médical pour les exilés)
- Dom Asile
- Droits & Liberté
- FASTI (Fédération des associations de solidarité avec les immigrés)
- GAS (Groupe accueil solidarité)
- Groupe d’information et de soutien des immigrés (GISTI)
- Service jésuite des réfugiés JRS-France (Jesuit Refugee Service)
- Ligue des droits de l'homme (France)
- Mouvement contre le racisme et pour l'amitié entre les peuples (MRAP)
- Centre Primo-Levi
- Secours catholique (Caritas France)
- SNPM (Secrétariat de la pastorale des migrants)
- SSAE (Service social d’aide aux émigrants)